# Presbytère protestant de Hunawihr
Le presbytère protestant de Hunawihr est un monument historique situé à Hunawihr, dans le département français du Haut-Rhin.

## Localisation
Ce bâtiment est situé au 31 Grand-Rue à Hunawihr.

## Historique
Le presbytère fait l'objet d'une inscription au titre des monuments historiques depuis 1999.